# Crenshaw County
Crenshaw County is een county in de Amerikaanse staat Alabama.
De county heeft een landoppervlakte van 1.579 km² en telt 13.665 inwoners (volkstelling 2000). De hoofdplaats is Luverne.

## Bevolkingsontwikkeling

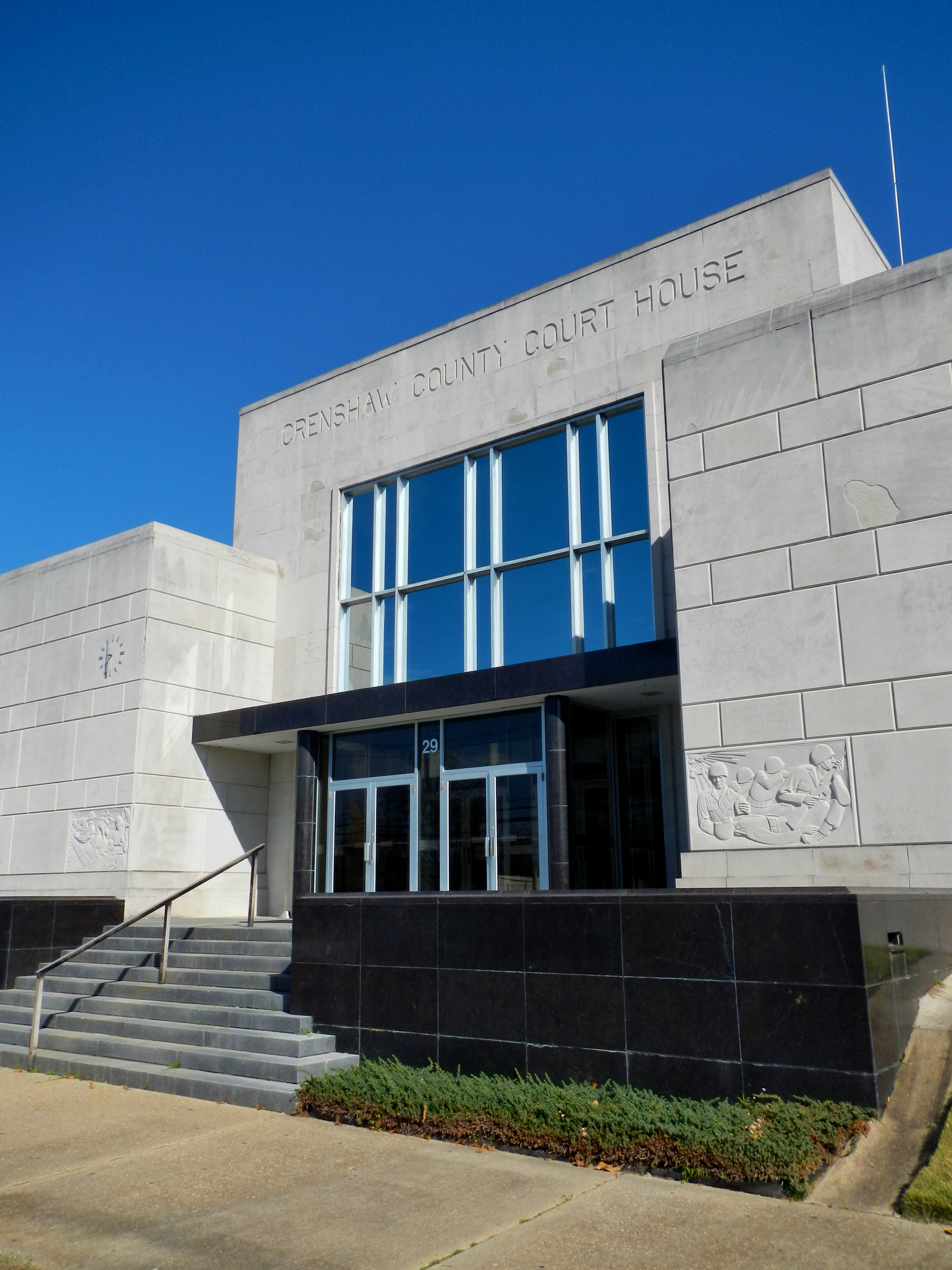
Crenshaw County Courthouse